# Genyorchis apetala
Genyorchis apetala är en orkidéart som först beskrevs av John Lindley, och fick sitt nu gällande namn av Karlheinz Senghas. Genyorchis apetala ingår i släktet Genyorchis och familjen orkidéer. Inga underarter finns listade i Catalogue of Life.